# Кастелфранко ди Сото
Кастелфранко ди Сото (на италиански: Castelfranco di Sotto) е град и община в Италия, в региона Тоскана, провинция Пиза. Населението му е около 12 600 души (2008).
Общината включва малка част от географския район Равнина на Лука с квартал-градче Орентано.